# Sierra de las Águilas
La Sierra de las Águilas, de San Pascual, o de Alcoraya es una sierra que se sitúa entre los términos municipales de Agost (Partida Campet), Monforte del Cid (Partida Espejeras y Partida de Orito) y Alicante (Partida La Alcoraya), en la provincia de Alicante, sobre terreno triásico. Su cota más alta se sitúa a 555 m en el monte de San Pascual.
Está declarada Espacio Natural Protegido y en ella se encuentra la cueva de San Pascual.